# Heinrich Hansen (Gewerkschafter)
Heinrich Hansen (* 11. November 1895; † 8. Februar 1971 in Stuttgart) war ein deutscher Gewerkschafter. Er war Vorsitzender der IG Druck und Papier.

## Leben
Heinrich Hansen gehörte in der Zeit des Nationalsozialismus zum gewerkschaftlichen Widerstand. 1936 wurde er unter dem Vorwurf der „Vorbereitung zum Hochverrat“ für vier Jahre inhaftiert. Er wurde freigelassen, stand aber unter Polizeiaufsicht. Nach dem Ende des Zweiten Weltkriegs baute er die IG Druck und Papier mit auf und engagierte sich beim Aufbau des Deutschen Gewerkschaftsbunds.
Beim ersten Verbandstag der graphischen Gewerkschaften der Westzonen 1948, bei dem die IG Druck und Papier gegründet wurde, wurde Hansen zum zweiten Vorsitzenden gewählt, Vorsitzender wurde Christian Fette. Hansen war bis dahin Zweiter Vorsitzender des Bezirks Nordmark gewesen. Im Mai 1949 nahm Hansen am Gründungskongress der Internationalen Graphischen Föderation in Stockholm teil.

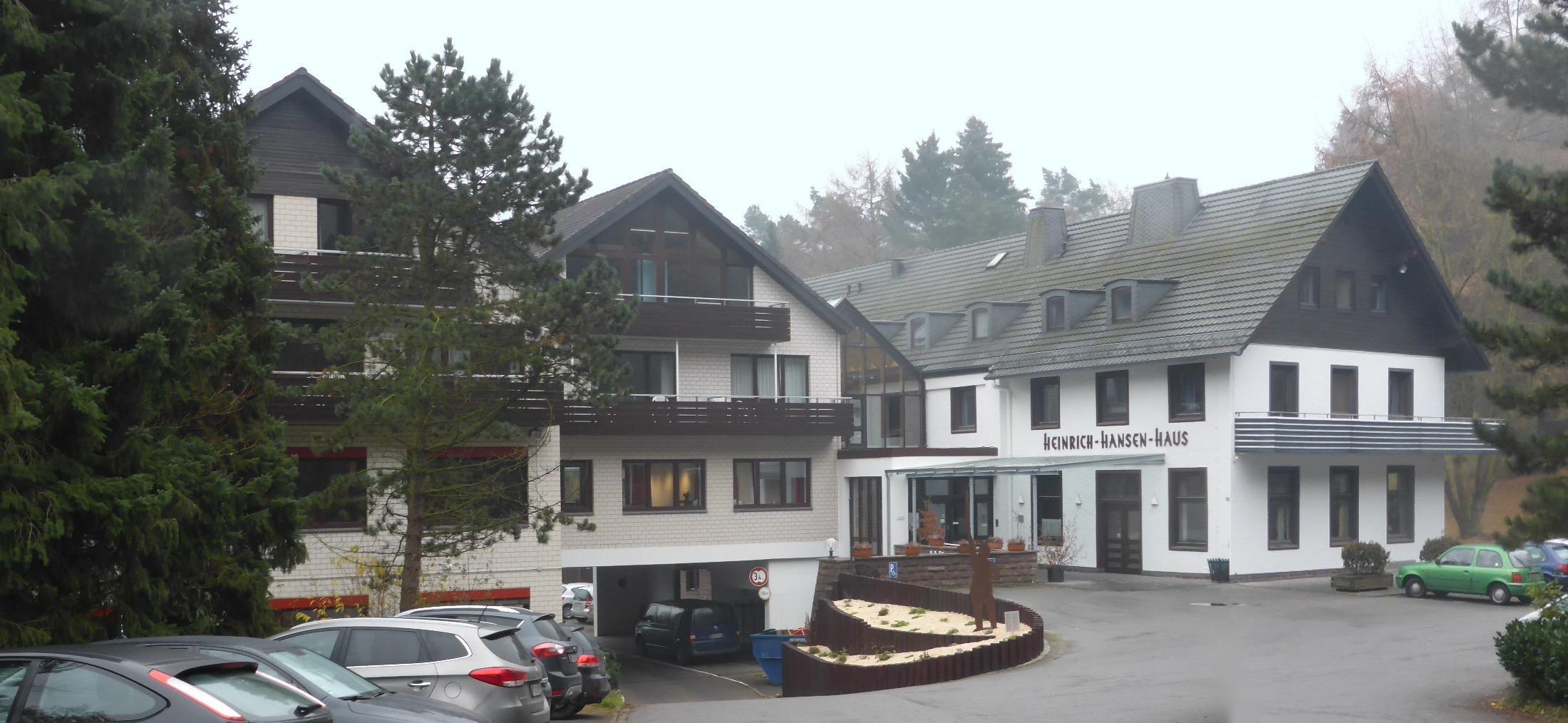
Heinrich-Hansen-Haus

Nachdem Fette 1951 DGB-Vorsitzender geworden war, trat Hansen seine Nachfolge als Vorsitzender der IG Druck und Papier an. Das Amt hatte er bis 1962 inne. Er starb 1971.
Nach ihm ist das Heinrich-Hansen-Haus des Instituts für Bildung, Medien und Kunst der Vereinten Dienstleistungsgewerkschaft ver.di (der Nachfolgeorganisation der IG Druck und Papier) in Lage-Hörste, Nordrhein-Westfalen benannt. Es wurde 1954 unter dem Namen „Bergheim Hörste“ eröffnet. Die Bildungseinrichtung wurde 2019 von der Gewerkschaft ver.di an eine Immobilienfirma verkauft. Seit 2023 werden dort Flüchtlinge aus der Ukraine untergebracht, ab 1. Juli 2025 wird es eine Zentrale Unterbringungseinrichtung.